# Krusjovitsa (distrikt i Bulgarien, Pleven)
Krusjovitsa (bulgariska: Крушовица) är ett distrikt i Bulgarien.   Det ligger i kommunen Obsjtina Dolni Dăbnik och regionen Pleven, i den centrala delen av landet, 110 km nordost om huvudstaden Sofia.
Trakten runt Krusjovitsa består till största delen av jordbruksmark. Runt Krusjovitsa är det ganska glesbefolkat, med 47 invånare per kvadratkilometer.